# Szennai Adrienn
Szennai Adrienn (Nyíregyháza, 1990. december 14. –) labdarúgó, középpályás. Jelenleg az Újpesti TE labdarúgója.

## Pályafutása

### Klubcsapatban
A Kölyök SC csapatában kezdte a labdarúgást Nyíregyházán. Itt mutatkozott be a másodosztályú felnőtt csapatban. 2009-ig volt a csapat játékosa, ekkor a klubot Nyírség NSC-nek hívták.
2009 és 2011 között az Újpesti TE labdarúgója volt. 2009 őszén még kölcsönjátékosként szerepelt a liláknál.
A 2011–12-es idényben az MTK Hungária FC játékosa volt. 2012 nyarán visszatért Újpestre.

## Sikerei, díjai
- Magyar bajnokság
  - bajnok: 2011–12